# Зайцев, Михаил Герасимович (спортсмен)
Михаил Герасимович Зайцев (6 мая 1925, Нивки, Демидовский уезд, Смоленская губерния — 11 мая 2008, Омск) — советский спортсмен (футбол, хоккей с мячом, хоккей с шайбой), нападающий. Тренер, судья всесоюзной категории, функционер.

## Биография
Родился в Смоленской губернии. Детские годы провел в Москве, где занимался в футбольной секции на Стадионе юных пионеров. В 1937 году переехал с семьёй в Омск. В 1939 году в возрасте 14 лет дебютировал за взрослую команду «Динамо» по хоккею с мячом, летом — в футбольной команде.
С марта 1942 года — инструктор ГТО облсовета «Динамо», с октября — инструктор в ДСО «Спартак».
В 1943—1945 годах проходил армейскую службу. Затем три года работал инструктором физкультуры в облсовете «Динамо». 1 мая 1949 года был зачислен в состав футбольной команды «Большевик», одновременно исполнял обязанности начальника команды. Осенью команда была распущена, и Зайцев стал играть за хоккейную команду «Дзержинец» Челябинск. Вскоре заболел и в феврале был уволен из команды по состоянию здоровья.
С апреля 1950 по июль 1954 года — председатель Нижне-Иртышского бассейна ДСО «Водник», был освобожден от обязанностей в связи с болезнью на основании заключения ВКК. В 1954—1958 годах — начальник хоккейной команды и тренер по футболу ДСО «Спартак» Омск. В 1958—1960 годах — тренер по футболу и хоккею на стадионе «Динамо». В 1960 году — тренер команды «Иртыш» (п/я 64). С 1 декабря 1960 года по 24 апреля 1962 года — начальник хоккейной команды «Спартак». Год проработал инструктором в областном совете Союза спортивных обществ и организаций. С сентября 1963 года — второй тренер хоккейной команды класса «А» «Аэрофлот». С декабря — старший тренер команды. В 1971 году — начальник футбольной команды «Иртыш». Председатель омской областной федерации футбола (1971—1986).
Работал судьёй на матчах по футболу и хоккею, один из первых омских судей, работавших на играх высшей лиги по хоккею с шайбой.
Был дружен со Всеволодом Бобровым.
Скончался 11 мая 2008 года. Похоронен в Омске.